# አ
Cette page contient des caractères éthiopiques. En cas de problème, consultez Aide:Unicode ou testez votre navigateur.
አ (« ä glottal ») est un caractère utilisé dans l'alphasyllabaire éthiopien comme symbole de base pour représenter les syllabes débutant par le son /ʔ/.

## Usage
L'écriture éthiopienne est un alphasyllabaire ou chaque symbole correspond à une combinaison consonne + voyelle, organisé sur un symbole de base correspondant à la consonne et modifié par la voyelle. አ correspond au coup de glotte « ʔ » (ainsi qu'à la syllabe de base « ä glottal »). Les différentes modifications du caractères sont les suivantes :
- አ : « ä glottal »
- ኡ : « u glottal  »
- ኢ : « i glottal  »
- ኣ : « a glottal  »
- ኤ : « é glottal  »
- እ : « e glottal  »
- ኦ : « o glottal  »
- ኧ : « wa glottal  »

አ est le 13e symbole de base dans l'ordre traditionnel de l'alphasyllabaire.

## Historique

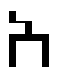
Caractère « ʾ » de l'alphabet arabe méridional.

Le caractère አ est dérivé du caractère correspondant de l'alphabet arabe méridional.

## Représentation informatique
- Dans la norme Unicode, les caractères sont représentés dans la table relative à l'éthiopien[1] :
  - አ : U+12A0, « syllabe éthiopienne ä glottal »
  - ኡ : U+12A1, « syllabe éthiopienne ou glottal »
  - ኢ : U+12A2, « syllabe éthiopienne i glottal »
  - ኣ : U+12A3, « syllabe éthiopienne a glottal »
  - ኤ : U+12A4, « syllabe éthiopienne é glottal »
  - እ : U+12A5, « syllabe éthiopienne e glottal »
  - ኦ : U+12A6, « syllabe éthiopienne o glottal »
  - ኧ : U+12A7, « syllabe éthiopienne wa glottal »